# Tour de Montesarchio
La tour de Montesarchio est un tour d'origine médiévale située au-dessus de la ville de Montesarchio, province de Bénévent en Campanie.
La tour est le siège du musée archéologique national du Sannio Caudino, avec le château de Montesarchio situé sur la même colline. Le musée abrite les objets des fouilles archéologiques des principales villes samnites de la tribu des  Caudins : Caudium (qui se trouvait près de l'actuel Montesarchio), Saticula (aujourd'hui Sant'Agata de' Goti) et Telesia (aujourd'hui San Salvatore Telesino).

## Historique
L'aspect actuel de la tour remonte principalement au projet de Francesco di Giorgio Martini, un artiste siennois qui en 1495 inspecta divers châteaux du royaume de Naples, de Naples aux Pouilles.
La tour a été adaptée aux nouvelles techniques de siège, qui ont évolué vers l'utilisation de canons, de sorte que les murs hauts et minces et les angles des bâtiments étaient moins importants. Par conséquent, ont été construites des formes plus rondes et des murs plus bas, mais plus épais.

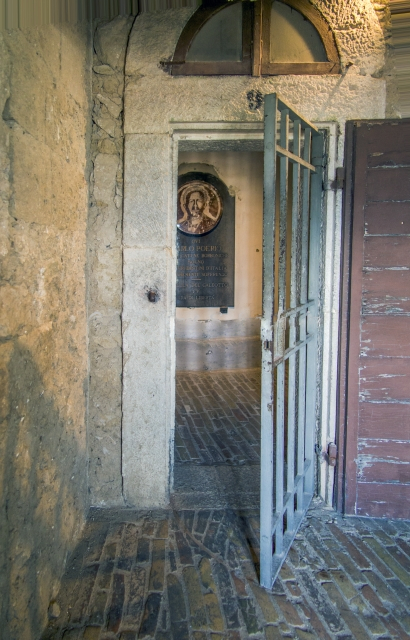
La cellule de Carlo Poerio.

D'autres modifications furent apportées au XIXe siècle, lorsque la tour fut utilisée comme prison politique. Dans l'une des cellules que l'on peut visiter aujourd'hui, a été enfermé Carlo Poerio, un opposant au roi de la maison de Bourbon.
Il est difficile de dire ce qui existait avant ce projet de la fin du XVe siècle. En visitant la tour, on peut déjà remarquer à l'œil nu la différence de technique de construction entre le cylindre central, plus haut et plus étroit, et le cylindre externe, bas et large.
Le cylindre interne a été construit de manière plus grossière, avec moins de pierres travaillées et avec ajout de briques, ce qui n'exclut même pas l'hypothèse d'une origine lombarde (après l'année 938, certainement) pour cette partie de la structure.
En effet, cette année-là, les princes de Bénévent (Landolf Ier de Bénévent, Aténolf II de Bénévent et Aténolf III de Bénévent) accordèrent Montesarchio à l'intendant  Teoderico dit Mirando, et avec lui le droit de fortifier la zone. Par conséquent, le château et la tour ne peuvent pas être antérieurs à 938.

## Galerie

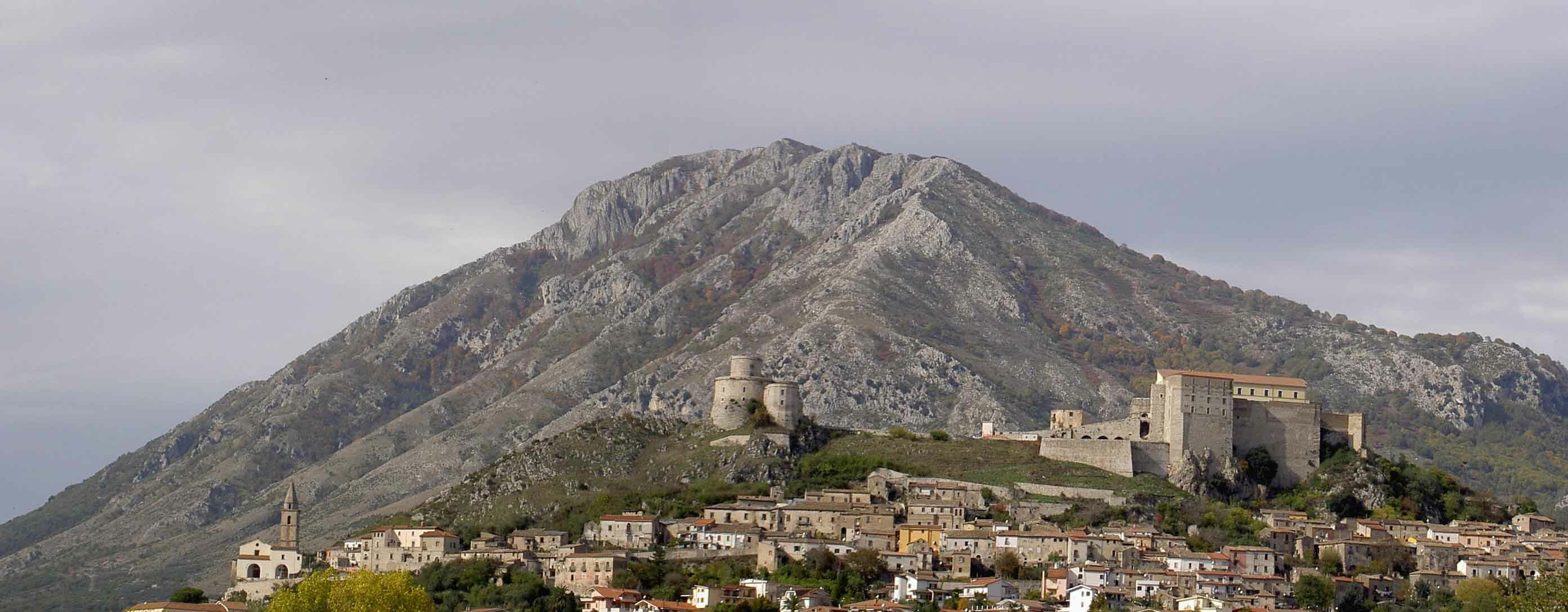
Le château et la tour.
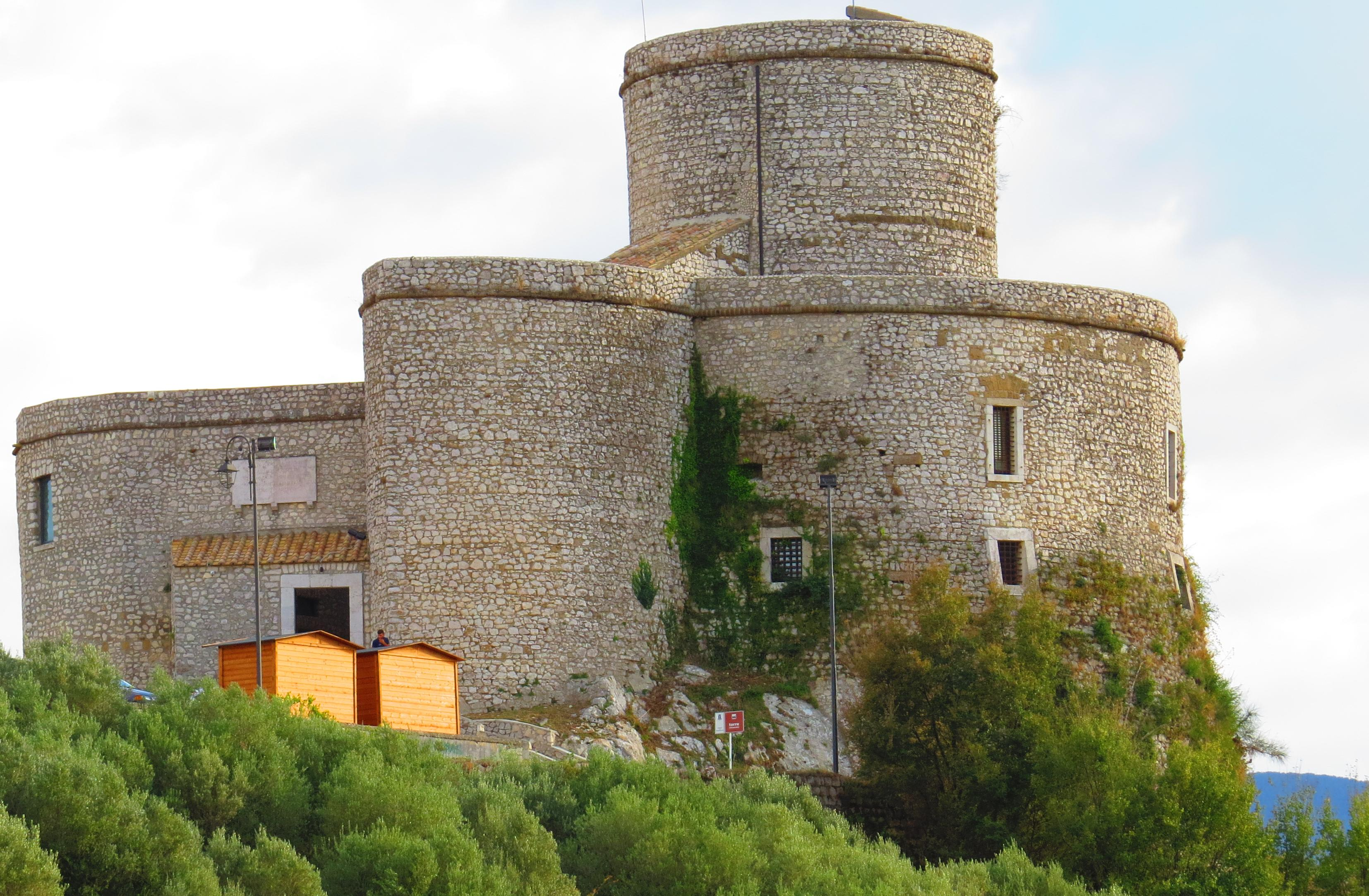
La tour de Montecarchio.